# Едіт Фланіген
Едіт Мері Фланіген (англ. Edith Marie Flanigen; 28 січня 1929) — американська хімікиня. Синтезувала смарагд, розробляла цеоліти для молекулярних сит у компанії Union Carbide.

## Юність та освіта
Едіт Мері Фланіген народилася 28 січня 1929 року в місті Баффало, Нью-Йорк. Вона та її дві сестри, Джоан і Джейн, зацікавились хімією в школи, завдяки своєму учителю. Три сестри продовжували вивчати хімію в коледжі Д'Ювіль. Після коледжу Джоан та Едіт отримали ступінь магістра з хімії в Сіракузькому університеті. У 1952 році Едіт Фланіген отримала ступінь магістра з неорганічної фізичної хімії.

## Кар'єра
У 1952 році Едіт Фланіген влаштувалася до компанії Union Carbide. Спершу займалася ідентифікацією, очисткою і виокремленням різних силіконових полімерів. У 1956 році вона перейшла до відділу молекулярних сит. У 1973 році вона стала першою жінкою в Union Carbide, яка отримала посаду корпоративного наукового співробітника, а в 1986 році — старшого корпоративного наукового співробітника. В 1988 році Фланіген перевелася в UOP (спільне підприємство Union Carbide і Allied Signal), де вона була призначена старшим науковим співробітником. У 1994 році вона пішла на пенсію, але ще до 2004 року надавала консультантські послуги компанії.
За 42-річну кар'єру в Union Carbide Едіт Фланіген винайшла понад 200 різних синтетичних речовин, була авторкою або співавторкою 36 публікацій, і отримала принаймні 109 патентів на винаходи.

## Внесок у хімію
У 1956 році Flanigen почала працювати над молекулярними ситами. Молекулярні сита - це кристалічні сполуки з порами молекулярного розміру, які можуть фільтрувати або відокремлювати дуже складні речовини. Едіт Фланіген винайшла цеоліт Y. Цеоліт Y є спеціальним типом молекулярного сита, який міг би очистити нафту. Цеоліт Y був ефективнішим за свого попередника цеоліт X. При рафінуванні сирої нафти, цеоліт розділяв її на різні фракції. Цеоліти, які відкрила Фланіген, використовуються як каталізатори для підсилення хімічних реакцій. Цеоліт Y є каталізатором, який підвищує кількість бензину, який фракціонується з нафти, роблячи нафтопереробку безпечнішою і продуктивнішою. 
На додаток до своєї роботи на молекулярних ситах, Фланіген є співавтором винаходу синтетичного смарагду. Смарагди використовувалися, в основному, в мазерах (попередниках лазерів) та у ювелірній справі. 

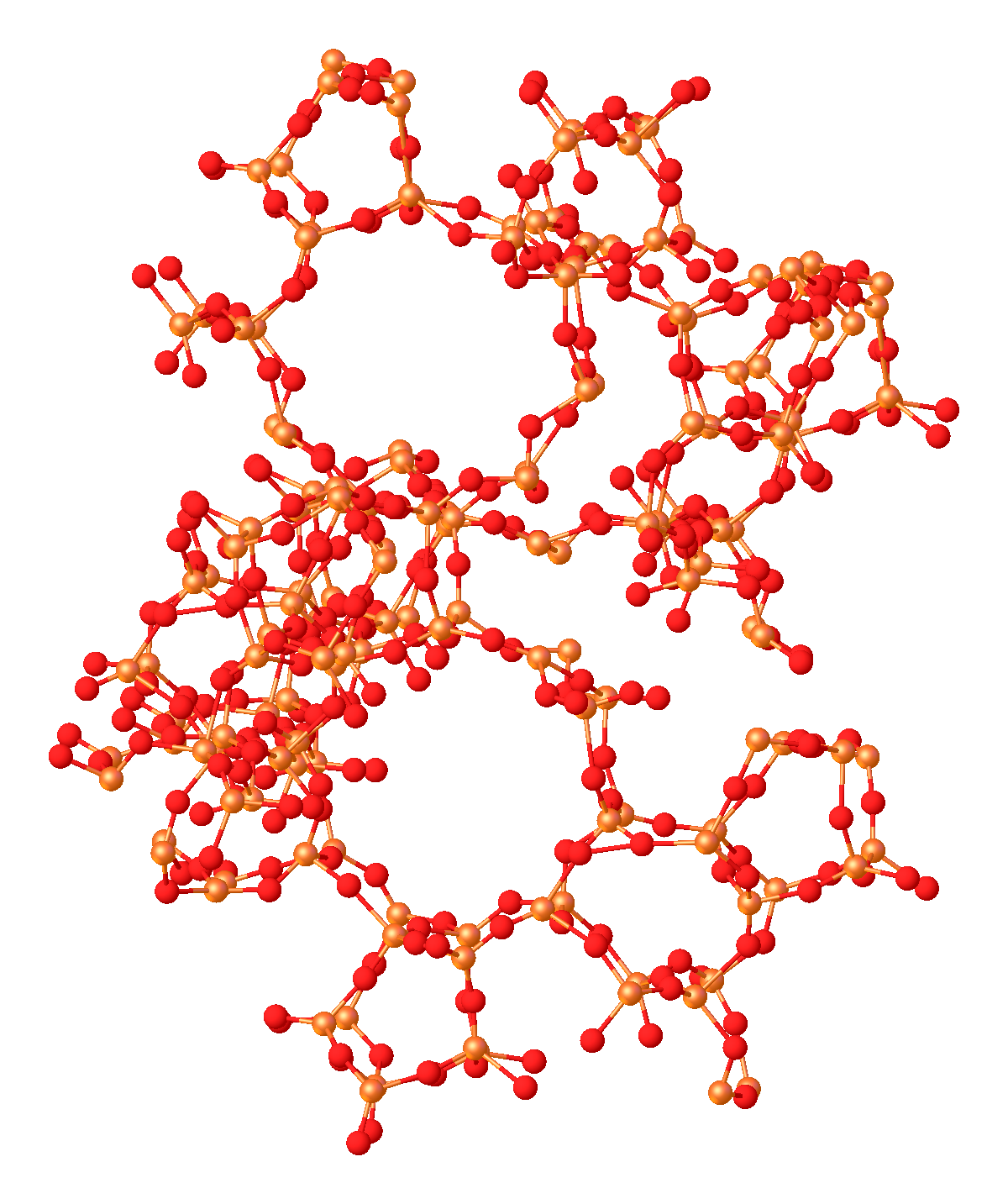
Структура силікаліта, форми діоксиду кремнію, яку відкрила Фланіган.

## Відзнаки та нагороди
Фланіген отримав багато нагород і відзнак. Вона була першою жінкою-лауреаткою медалі Перкіна у 1992 році. Вона також була введена в Національну залу слави винахідників у 2004 році.
У 2014 році було засновано премію Едіт Фланіген від Берлінського університеті ім. Гумбольдта. Нагороду призначають щорічно видатному вченому на ранньому етапі його кар'єри. Першу нагороду отримала Наташа Крінс з Паризького університету.
20 листопада 2014 року президент Барак Обама нагородив Фланіген Національною медаллю технологій та інновацій за її внесок у науку.

### Нагороди
- 1991: Премія піонерів у хімії[15]
- 1992: Едіт М. Фланіген стала першою жінкою в історії, яка отримала престижну медаль Перкіна.[7]
- 1993: медаль Гарвана-Оліна [16]
- 2004: Національна зала слави винахідників[3]
- 2004: Премія Лемельсона [7]
- 2014: Національна медаль технологій та інновацій[17]